# 霍馬灣郡

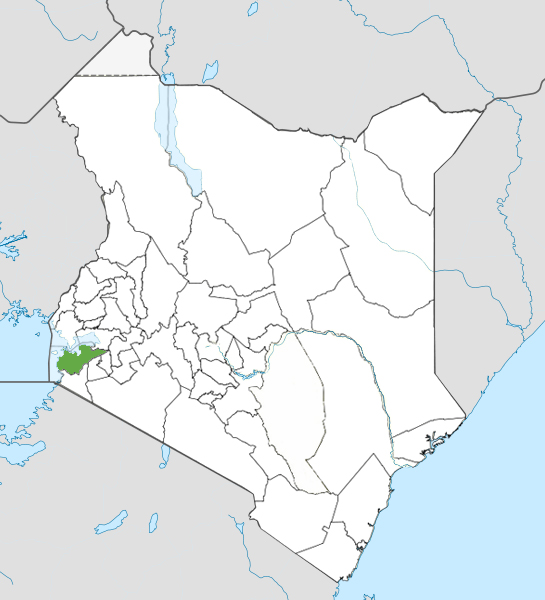

霍馬灣郡，是肯尼亞的一個郡，位於該國西南部，由尼揚扎省負責管轄，首府設於霍馬灣，始建於2013年3月4日，面積3,154.7平方公里，2009年人口963,794，人口密度每平方公里305.51人。